# Sextolet
En musique, le sextolet est une division exceptionnelle du temps dont la fonction est de remplacer deux triolets consécutifs.
Le plus souvent constitué de six figures égales, le sextolet est signalé par le chiffre « 6 ».
On trouve donc le sextolet à la place de deux temps binaires consécutifs. La figure de note choisie pour exprimer la division du sextolet — donc la note qui représente le 1/6 du quartolet — est celle qui vaut le 1/4 de sa durée totale.

## Équivalence des sextolets
Au sein d'un sextolet, la noire vaut le sixième d'une ronde, la croche vaut le sixième d'une blanche, la double croche vaut le sixième d'une noire, etc.
On peut dire, pour résumer, que sextolet signifie six au lieu de quatre.

## Remarques
1. Il arrive fréquemment que le sextolet occupe un temps binaire unique. Dans ce cas, chacune de ses figures de division vaut 1/6 de temps, et correspond à la figure qui durerait 1/4 de temps dans une division binaire ordinaire. Par exemple, si la noire est l'unité de temps, celle-ci se divise naturellement en deux croches, chacune d'elles se divisant à son tour en deux doubles croches ordinaires, ou bien, en trois doubles croches en triolet, soit, un sextolet de six doubles croches, valant chacune 1/6 de temps.
2. Il ne faut pas confondre le sextolet avec le triolet dont les figures ont été subdivisées. Par exemple, un sextolet de doubles croches et un triolet de six doubles croches — subdivision d'un triolet de croches — n'ont pas leurs accents — leur sous-pulsation — sur les mêmes notes ; les durées sont cependant égales dans les deux cas.
Par exemple :